# Antoine de Noailles
Antoine de Noailles (4 de setembro de 1504 – 11 de março de 1562) foi almirante da França. Entre 1553 e 1556, atuou também como embaixador no Reino da Inglaterra, durante o reinado de Maria I. Ao longo desse período, manteve uma importante e fracassada rivalidade com outro embaixador, o espanhol Simon Renard. Iniciou sua carreira política aos 25 anos, quando viajou até o Império Espanhol para arranjar um contrato bem-sucedido de casamento entre Francisco I e Leonor da Áustria. Em 1562, seguido por seu falecimento, sua esposa, Jeanne de Gontaut, tornou-se dama de companhia de Catarina de Médici.